# Svedvi
Svedvi är en by, tillika kyrkby i Svedvi (Hallstahammar) socken, före detta Snevringe härad, Hallstahammars kommun i landskapet Västmanland.
Byn, som genomkorsas av länsväg U 621, består av enfamiljshus samt bondgårdar och är belägen runt Svedvi kyrka, cirka 3 kilometer sydost om Hallstahammar.